# WTFPL
WTFPL (Do What The Fuck You Want To Public License: giấy phép "Làm Cái Quái Gì Mà Bạn Muốn") là một giấy phép phần mềm tự do ít được sử dụng nhưng cực kì thoáng trong vấn đề quyền hạn. Phiên bản 1.0 của giấy phép này được phát hành tháng 3 năm 2000, được viết bởi Banlu Kemiyatorn để dùng cho phần mềm Window Maker của anh. Samuel "Sam" Hocevar, một lập trình viên người Pháp đồng thời là trưởng nhóm của dự án Debian đã viết phiên bản 2.0 từ ngày 17/04/2007 đến 16/04/2008. Giấy phép này cho phép phân phối và sửa đổi phần mềm dưới bất cứ điều khoản nào. Giấy phép này được công nhận là một giấy phép phần mềm tương thích với GPL bởi Free Software Foundation.

## Điều khoản

### Phiên bản 1
do What The Fuck you want to Public License
```
Version 1.0, March 2000
Copyright (C) 2000 Banlu Kemiyatorn (]d).
136 Nives 7 Jangwattana 14 Laksi Bangkok
Everyone is permitted to copy and distribute verbatim copies
of this license document, but changing it is not allowed.

Ok, the purpose of this license is simple
and you just

DO WHAT THE FUCK YOU WANT TO.
```

Tạm dịch:
do What The Fuck you want to Public License
```
Phiên bản 1.0, tháng 3 năm 2000
Quyền tác giả thuộc về (C) 2000 Banlu Kemiyatorn (]d).
136 Nives 7 Jangwattana 14 Laksi Bangkok
Tất cả mọi người được phép sao chép và phân phối nguyên văn
giấy phép này, nhưng không được phép thay đổi.

Ok, mục đích của giấy phép này rất đơn giản
đơn giản là bạn có thể

LÀM BẤT CỨ CÁI QUÁI GÌ MÀ BẠN MUỐN.
```

### Phiên bản 2
Toàn bộ nội dung của giấy phép, viết bởi Sam Hocevar::
DO WHAT THE FUCK YOU WANT TO PUBLIC LICENSE
```
                   Version 2, December 2004
 
Copyright (C) 2004 Sam Hocevar <sam@hocevar.net>

Everyone is permitted to copy and distribute verbatim or modified
copies of this license document, and changing it is allowed as long
as the name is changed.
 
           DO WHAT THE FUCK YOU WANT TO PUBLIC LICENSE
  TERMS AND CONDITIONS FOR COPYING, DISTRIBUTION AND MODIFICATION
 
 0. You just DO WHAT THE FUCK YOU WANT TO.
```

Tạm dịch:
DO WHAT THE FUCK YOU WANT TO PUBLIC LICENSE
```
                   Phiên bản 2.0, tháng 12 năm 2004
 
Quyền tác giả thuộc về (C) 2004 Sam Hocevar <sam@hocevar.net>

Tất cả mọi người được phép sao chép và phân phối nguyên văn hoặc các bản sửa đổi của giấy phép này
và việc thay đổi nó được cho phép với điều kiện tên phải thay đổi theo.

            DO WHAT THE FUCK YOU WANT TO PUBLIC LICENSE
  CÁC ĐIỀU KHOẢN CŨNG NHƯ ĐIỀU KIỆN ĐỂ SAO CHÉP, PHÂN PHỐI VÀ SỬA ĐỔI

 0. Đơn giản là bạn có thể LÀM BẤT CỨ CÁI QUÁI GÌ MÀ BẠN MUỐN.
```

## Sử dụng
WTFPL ít được sử dụng, khi tính theo số tên phần mềm, nhưng đến nay đã có một số phần mềm được phát hành theo giấy phép này. Thêm vào đó, giấy phép này có thể được áp dụng cho cả các tác phẩm nghệ thuật lẫn các tác phẩm viết tay. Freshmeat, một trang lưu trữ phần mềm freeware, có hẳn một mục riêng dành cho phần mềm và tác phẩm nghệ thuật WTFPL, chứa hai mươi danh mục tính đến tháng 3/2011, trong số đó có hai cái là của Sam Hocevar, tác giả phiên bản 2.0 của giấy phép này. Potlatch, công cụ sửa chữa online của OpenStreetMap, cũng được phát hành theo WTFPL.